# Václav Šílený
Václav Šílený (15. září 1849 Kolence – 9. září 1911 Brno) byl rakouský a český právník, národohospodář a politik české národnosti, na přelomu 19. a 20. století poslanec Říšské rady.

## Biografie
Profesí byl právník, politik a národohospodář. Publikoval práce z oboru živností.
Byl synem rolníka. Studoval gymnázium v Českých Budějovicích a Jindřichově Hradci. Vystudoval pak v letech 1870–1874 práva na Vídeňské univerzitě. Titul doktora práv získal roku 1877 na Karlo-Ferdinandově univerzitě v Praze. Od roku 1870 spolupracoval s brněnským listem Stimmen aus Mähren, který byl federalisticky orientován. Po jeho zániku přešel do redakce listu Našinec v Olomouci. V Olomouci spoluzakládal Politický spolek a Slovanský dělnický spolek. V tomto městě také působil na soudní praxi a roku 1874 byl jmenován auskultantem a přeložen do Uherského Hradiště. Roku 1875 nastoupil k zemskému soudu v Brně. Později byl koncipientem v advokátní kanceláři dr. Kusého. Nadále byl aktivní veřejně i publicisticky. Podílel se na vzniku Ústředního spolku živnostníků moravských v Brně. Roku 1880 zde založil časopis Národní hospodář. Roku 1881 se přestěhoval jako advokát do Tišnova. Časopis Národní hospodář pak vedl Jan Sovadina, po jehož smrti roku 1894 převzal redakci opět Václav Šílený. V roce 1894 inicioval vznik České národohospodářské společnosti a na jejích následných sjezdech výrazně ovlivnil formulace jejího programu.
V zemských volbách roku 1896 se stal poslancem Moravského zemského sněmu a tento mandát obhájil v zemských volbách roku 1902 a zemských volbách roku 1906 (za kurii městskou, obvod Přerov, Kojetín, Tovačov, Hulín). V období let 1906–1911 byl členem Moravského zemského výboru.
Na konci 19. století se zapojil i do celostátní politiky. Ve volbách do Říšské rady roku 1897 byl zvolen do Říšské rady (celostátní zákonodárný sbor) za všeobecnou kurii, 2. volební obvod: Jihlava, Třebíč atd. Mandát obhájil za týž obvod i ve volbách do Říšské rady roku 1901. K roku 1897 se profesně uvádí jako advokát v Tišnově.
Původně patřil k Moravské národní straně (moravská obdoba staročeské strany). V jejím rámci náležel k liberálnímu křídlu. Od roku 1893 byl členem Lidové strany na Moravě (moravská odnož mladočeské strany). Patřil k jejímu konzervativnímu křídlu a v letech 1900–1906 zasedal v jejím předsednictvu. V roce 1909 přešel po fúzi Lidové strany na Moravě s Moravskou stranou pokrokovou do Lidové strany pokrokové na Moravě a stal se jedním z jejích místopředsedů.

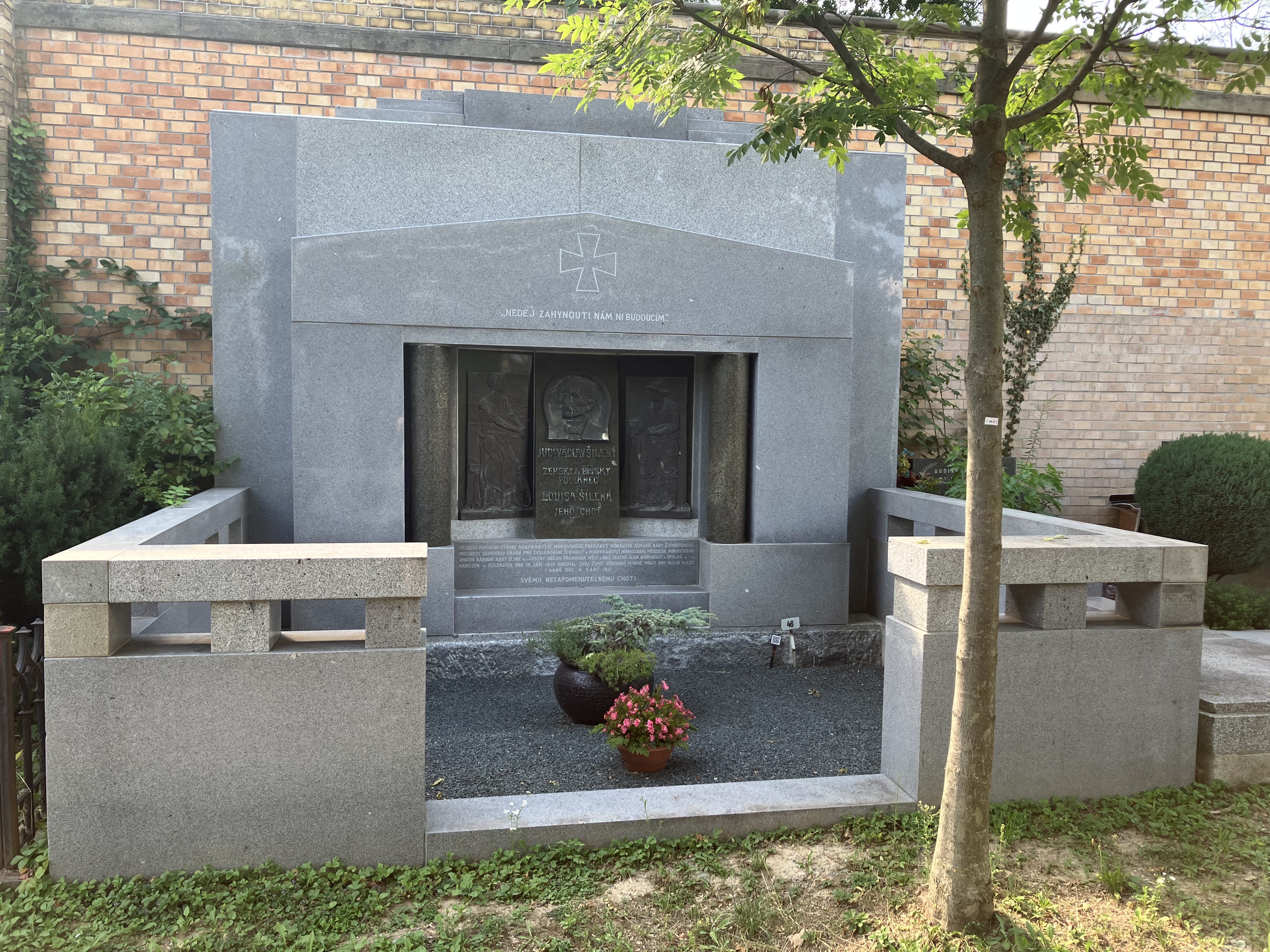
Hrob Václava Šileného

Jako zemský a říšský poslanec přednesl četné návrhy. Zaměřoval se na otázky národohospodářské i národnostní. Podporoval stavbu vodních cest. Zasadil se roku 1897 o zřízení zemské zemědělské rady a roku 1907 zemské živnostenské rady (byl jejím předsedou). V roce 1900 patřil mezi nejaktivnější účastníky české obstrukce v Říšské radě. Kvůli výkonu politických funkcí roku 1901 přerušil svou advokátní činnost v Tišnově a přestěhoval se do Brna, kde byl v letech 1901–1911 advokátem. V letech 1908–1911 předsedal moravské organizaci Národní rady české.
Ještě krátce před smrtí kandidoval ve volbách do Říšské rady roku 1911 za Lidovou stranu pokrokovou v městské skupině Kroměříž. Byl zvolen za český obvod Morava 5, ačkoliv kvůli onemocnění, jíž prakticky nevedl kampaň a veřejně nevystupoval. Složil poslanecký slib, mandát ale fakticky nevykonával. Po jeho smrti ho v parlamentu nahradil Vilém Votruba.
Ač rodák z jižních Čech, profesně a politicky splynul s moravským prostředím. Národní listy v nekrologu uvádějí, že i v jeho řeči bylo patrné západohorácké nářečí. Zemřel 9. září 1911 na rakovinu. Prodělal operaci, která se sice zdařila, ale postup choroby nezastavila. Byl pohřben v rodinné hrobce na Ústředním hřbitově v Brně, 28/hr. 45–47.
Mladší bratr Tomáš byl klasickým filologem a ředitelem c. k. českého gymnázia na Starém Brně a gymnázia v Tišnově.

## Dílo
- ŠÍLENÝ, Václav. Národní tíseň na Moravě : řeč poslance Václava Šíleného při debatě posl. sněmovny dne 14. listopadu o krvavých událostech na Moravě. Brno: Václav Šílený, 1899. Dostupné online.
- ŠÍLENÝ, Václav. Průvodce výstavy okresní v Tišnově pořádané od 6. - 20. srpna 1893. Tišnov: Výbor okresní výstavy, 1893. Dostupné online.
- ŠÍLENÝ, Václav. Rolnictvo v národním hospodářství. Brno: Politický klub, 1896. Dostupné online.